# Cerapachys crawleyi
Cerapachys crawleyi é uma espécie de formiga do gênero Cerapachys.